# Кадомский уезд

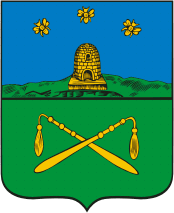
Герб Кадома (1781)

Кадомский уезд — уезд в составе Тамбовского наместничества Российской империи, существовавший в 1779—1796 годах. Центр — город Кадом.
Кадомский уезд был образован 16 сентября 1779 года при учреждении Тамбовского наместничества. Его центром стал город Кадом.
31 декабря 1796 года Кадомский уезд был упразднён, а город Кадом стал заштатным городом Темниковского уезда.